# Tramlijn Elden - Lent
De tramlijn Elden - Lent was een stoomtramlijn van Elden bij Arnhem via Huissen en Bemmel naar Lent waar deze aansloot op de veerdienst naar Nijmegen.

## Geschiedenis
De tramlijn werd geopend op 15 september 1909 door de Betuwsche Stoomtramweg-Maatschappij (BSM) met een spoorwijdte van 1067 mm (kaapspoor). Door toenemende concurrentie van vervoer over de weg en exploitatietekorten werd het gedeelte tussen Elden en Lent al in 1920 weer gesloten en opgebroken. 